# Anthodioctes moratoi
Anthodioctes moratoi är en biart som beskrevs av Urban 1999. Anthodioctes moratoi ingår i släktet Anthodioctes och familjen buksamlarbin. Inga underarter finns listade i Catalogue of Life.